# Ваничкино
Ва́ничкино — посёлок в Чулымском районе Новосибирской области. Входит в состав Серебрянского сельсовета.

## География
Площадь посёлка — 48 га.

## Население
| 2002 | 2007 | 2010 |
| ---- | ---- | ---- |
| 131  | ↘119 | ↘88  |

## Инфраструктура
В посёлке по данным на 2007 год отсутствует социальная инфраструктура.